# José da Silva Figueira
José da Silva Figueira (Piraí, 1820 — Santo Antônio de Pádua (Rio de Janeiro), ?), primeiro e único visconde da Silva Figueira, foi um militar e benemérito, que chegou ao posto de tenente-coronel. 

## Biografia
Esteve ligado à criação do município de Santo Antônio de Pádua (Rio de Janeiro), que o homenageou com a criação da Medalha de Honra ao Mérito Visconde da Silva Figueira, a honraria máxima daquele Município.
Casou-se com Maria do Carmo Figueira, com quem teve as filhas Isabel e Júlia. Em conjunto com sua mulher foi autor de um projecto para a libertação condicional dos escravos.
O título  de visconde da Silva Figueira foi criado por decreto de 8 de Maio de 1879, do rei D. Luís I de Portugal.